# Сатино (Рязанская область)
Сатино — село в Ухоловском районе Рязанской области России. Входит в состав Коноплинского сельского поселения.

## Географическое положение
Село расположено на берегу реки Лесной Воронеж в 8 км на юго-запад от центра поселения села Коноплино и в 29 км на юг от райцентра посёлка  Ухолово.

## История
Церковь Рождества Господа и Бога и Спаса нашего Иисуса Христа в селе Рождественские Гаи упоминается в окладных книгах 1676 года. В 1734 году была построена новая деревянная Христорождественская церковь. В 1882 году тщанием прихожан, особенно коллежской советницы Вассы Феодоровой Лопухиной и разных благотворителей построена была кирпичная с колокольней Церковь Рождества Христова.
В XIX — начале XX века село входило в состав Богородицкой волости Ряжского уезда Рязанской губернии. В 1906 году в селе было 133 двора.
С 1929 года село входило в состав Богородицкого сельсовета Ухоловского района Рязанского округа Московской области, с 1937 года — в составе Рязанской области, с 2005 года — в составе Коноплинского сельского поселения.

## Население
| 1859 | 1897 | 1906 | 2010 |
| ---- | ---- | ---- | ---- |
| 559  | ↗693 | ↗860 | ↘102 |

## Известные уроженцы, жители
30 сентября 1910 года в селе Сатино родился  Сергей Степанович Игнаткин (1910-1944) — старший сержант Рабоче-крестьянской Красной Армии, участник Великой Отечественной войны, Герой Советского Союза (1944).